# Esperanza Spalding
Esperanza Spalding (* 18. října 1984 Portland) je americká zpěvačka, baskytaristka a kontrabasistka. Již od svých pěti let hrála na housle. Předtím, než na střední škole začala hrát na kontrabas, zkoušela ještě hru na hoboj a klarinet. Kromě angličtiny zpívá rovněž portugalsky a španělsky. Ve svých jednadvaceti letech, v dubnu roku 2006, vydala své první album s názvem Junjo. Později vydala několik dalších alb. Mezi její vzory patří například kontrabasisty Ron Carter a Dave Holland, ale také písničkářku Joni Mitchell. Je držitelkou ceny Grammy.